# Skanderborg Amt

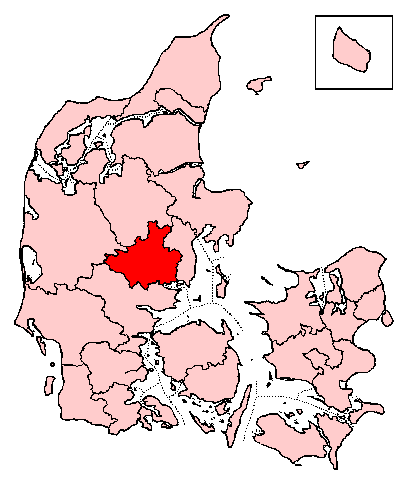
Skanderborg Amt

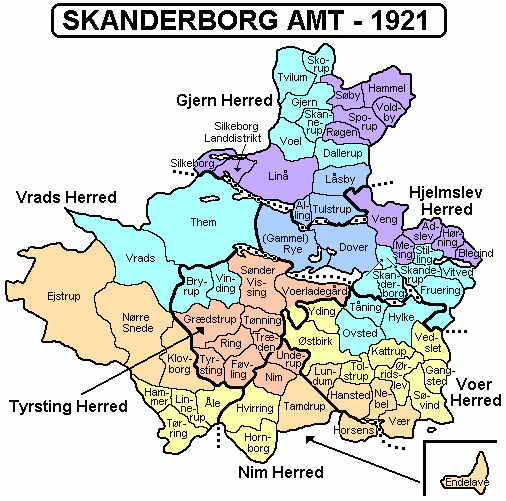
Skanderborg Amt. Blauw is gebied dat in 1970 opging in Århus Amt, geel en rood is gebied dat opging in Vejle Amt.

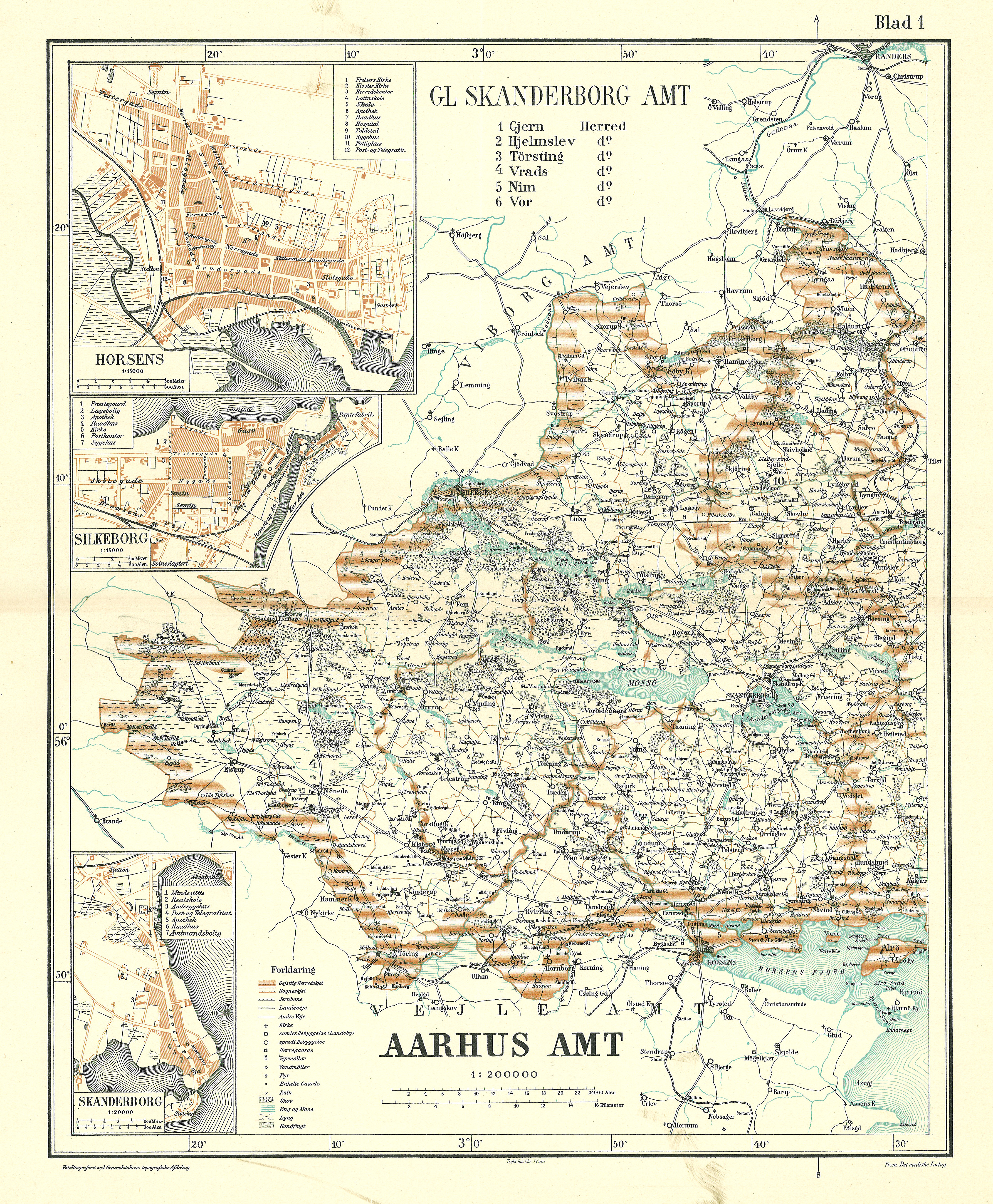
Skanderborg Amt rond 1900

Skanderborg Amt was voor 1970 een van de amten van Denemarken. 
Bij de eerste moderne indeling van Denemarken in amten, in 1793, werd Skanderborg geen zelfstandig amt. Het historische amt werd bij Aahus gevoegd. Pas in 1824 werd Skanderborg een modern amt, dat echter in 1867 weer bij Aarhus wordt gevoegd. In 1942 wordt het opnieuw een eigen amt en zal dat dan blijven tot de bestuurlijke reorganisatie in 1970 toen het werd opgeheven. Daarbij werd de noordelijke helft bij Aarhus gevoegd en de zuidelijke helft bij Vejle.

## Herreder
Skanderborg bestond naast de steden Skanderborg, Horsens en Silkeborg uit zes herreder:
- Gjern Herred
- Hjelmslev Herred
- Nim Herred
- Tyrsting Herred
- Voer Herred
- Vrads Herred